# Dasyatis gigantea
Dasyatis gigantea е вид хрущялна риба от семейство Dasyatidae.

## Разпространение
Видът е разпространен в Русия.